# Nunatak Otshel'nik
Nunatak Otshel'nik är en nunatak i Antarktis. Den ligger i Östantarktis. Australien gör anspråk på området. Toppen på Nunatak Otshel'nik är 2 185 meter över havet.
Terrängen runt Nunatak Otshel'nik är en högslätt, och sluttar brant västerut. Trakten är obefolkad. Det finns inga samhällen i närheten.